# John Carr
John Thomas Carr, detto Jack (Seaton Burn, 7 ottobre 1878 – Newcastle upon Tyne, 17 marzo 1948), è stato un allenatore di calcio e calciatore inglese, di ruolo difensore.

## Carriera
Ha legato la maggior parte della propria carriera agonistica al Newcastle Utd, con cui, in 13 stagioni di permanenza, vinse 3 titoli di First Division, una FA Cup e un FA Charity Shield.
Nel 1920 venne nominato commissario tecnico della Nazionale danese per i Giochi olimpici estivi 1920. Due anni dopo approdò sulla panchina del Blackburn, con cui rimase per quattro stagioni. Si è successivamente seduto sulle panchine di Hartlepool Utd, Tranmere e Darlington.

## Palmarès

### Giocatore

#### Club

##### Competizioni nazionali
- Campionato inglese: 3

Newcastle: 1904-1905, 1906-1907, 1908-1909
- Coppa d'Inghilterra: 1

Newcastle: 1909-1910
- FA Charity Shield: 1

Newcastle: 1909